# Mlake, Muta
Mlake este o localitate din comuna Muta, Slovenia, cu o populație de 43 de locuitori.